# Phoxophrys borneensis
Phoxophrys borneensis là một loài thằn lằn trong họ Agamidae. Loài này được Inger mô tả khoa học đầu tiên năm 1960.